# David Huddleston
David William Huddleston (Vinton, Virginia, 17 de septiembre de 1930-Santa Fe, 2 de agosto de 2016) fue un actor estadounidense.

## Biografía

### Primeros años
Huddleston nació en Vinton (Virginia), hijo de Ismay Hope y Lewis Melvin Huddleston. Fue oficial de la Fuerza Aérea de los Estados Unidos brevemente antes de iniciar su educación formal en la American Academy of Dramatic Arts (Academia Americana de Arte Dramático). Huddleston cursó la secundaria en la Fork Union Military Academy (Academia Militar de Fork Union), donde se graduó en 1949.

### Carrera
Huddleston es conocido por protagonizar la película de 1985 Santa Claus: The Movie junto con Dudley Moore.
El primer papel importante de Huddleston fue en el drama de 1968 A Lovely Way to Die. Poco después, se convirtió en actor invitado en varias series de televisión de los años 1960 y los años 1970 tales como Adam-12, Then Came Bronson, Gunsmoke, Bewitched, Bonanza, Cannon, McMillan and Wife, The Waltons, The Rookies, Medical Center, The Sixth Sense, Kung Fu, Emergency!, The Mary Tyler Moore Show, La mujer policía, Hawaii Five-O, Sanford and Son y The Rockford Files. Entre los trabajos cinematográficos notables de Huddleston antes de Santa Claus: The Movie están sus actuaciones en Blazing Saddles, Billy Two Hats, Breakheart Pass, The Greatest, The World's Greatest Lover y Smokey and the Bandit II.
Huddleston continuó su carrera televisiva apareciendo en varios telefilmes, incluyendo Heat Wave!, The Oregon Trail, Shark Kill, Kate Bliss and the Ticker Tape Kid, Family Reunion, Computercide y M.A.D.D.: Mothers Against Drunk Drivers. Durante la mayor parte de los años 1980, Huddleston protagonizó una serie de comerciales de televisión para la compañía Citrus Hill. Luego de su actuación en Santa Claus: The Movie, Huddleston tuvo papeles secundarios en películas como Spot Marks the X, Frantic, Life with Mikey, El gran Lebowski y G-Men from Hell. También tuvo un papel recurrente en la serie The Wonder Years.
Su hijo, Michael Huddleston, también es actor.

## Filmografía
- It's Always Sunny in Philadelphia (2009, serie de TV, un episodio)
- Locker 13 (2009)
- Saving Grace B. Jones (2009, voz)
- Jericho (2008-2007, serie de TV)
- Postal (2007)
- Andy Barker, P.I. (2007, serie de TV, un episodio)
- The Producers (2005)
- Reveille (2004)
- G-Men from Hell (2000)
- El gran Lebowski (1998)
- The Man Next Door (1997)
- Joe's Apartment (1996)
- Something to Talk About (1995)
- Cultivating Charlie (1994)
- Life with Mikey (1993)
- In a Child's Name (1991, telefilme)
- Columbo: Columbo Cries Wolf (1990, telefilme)
- Margaret Bourke-White (1989, telefilme)
- The Tracker (1988, telefilme)
- Frantic (1988)
- When the Bough Breaks (1986, telefilme)
- Blacke's Magic (1986, serie de TV)
- Spot Marks the X (1986, telefilme)
- Santa Claus: The Movie (1985)
- Finnegan Begin Again (1985, telefilme)
- The Act (1984)
- Nati con la camicia (1983)
- M.A.D.D.: Mothers Against Drunk Drivers (1983, telefilme)
- Computercide (1982, telefilme)
- Family Reunion (1981, telefilme)
- The Oklahoma City Dolls (1981, telefilme)
- Smokey and the Bandit II (1980)
- Gorp (1980)
- Hizzonner (1979, serie de TV)
- Zero to Sixty (1978)
- Capricornio Uno (1978)
- Kate Bliss and the Ticker Tape Kid (1978, telefilme)
- The World's Greatest Lover (1977)
- The Greatest (1977)
- How the West Was Won (1977, miniserie)
- Winner Take All (1977, telefilme)
- The Kallikaks (1977, serie de TV)
- I due superpiedi quasi piatti (1977)
- Once an Eagle (1976, miniserie)
- Sherlock Holmes in New York (1976, telefilme)
- Shark Kill (1976, telefilme)
- The Oregon Trail (1976, telefilme)
- Breakheart Pass (1975)
- The Klansman (1974)
- Petrocelli (1974-1976, serie de TV)
- The Gun and the Pulpit (1974, telefilme)
- Billy Two Hats (1974)
- Black Day for Bluebeard (1974, telefilme)
- Blazing Saddles (1974)
- McQ (1974)
- Heat Wave! (1974, telefilme)
- Hawkins on Murder (1973, telefilme)
- Brock's Last Case (1973, telefilme)
- Tenafly (1973-1974, serie de TV)
- Nightmare Honeymoon (1973)
- Country Blue (1973)
- Bad Company (1972)
- The Homecoming: A Christmas Story (1971, telefilme)
- Brian's Song (1971, telefilme)
- Suddenly Single (1971, telefilme)
- The Priest Killer (1971, telefilme)
- Fools' Parade (1971)
- Sarge (1971, telefilme)
- Something Big (1971)
- Río Lobo (1970)
- Norwood (1970)
- WUSA (1970)
- Slaves (1969)
- A Lovely Way to Die (1968)
- Black Like Me (1964)
- All the Way Home (1963)